# Kalelarga
Kalelarga, formellt Široka ulica (Breda gatan), är en gågata i Zadar i Kroatien. Den är stadens huvudgata och främsta shoppinggata och här ligger flera butiker, restauranger och kaféer. Gatan löper i öst-västlig riktning från Folkets torg (Narodni trg) till Forum.

## Etymologi
I äldre källor kallas gatan Via Magna, Strada Grande och Ruga Magistra, alla med betydelsen "Stora gatan", "Huvudgatan". Först senare kom den att kallas Kalelarga, en omskrivning av venetianskans Calle Larga (Stora gatan, Storgatan). Detta namn kom gatan att kallas i folkmun även efter att venetianarna i slutet av 1797 förlorat kontrollen över Zadar och staden tillfallit österrikarna.   

## Historik
Kalelarga var ursprungligen en Decumanus Maximus som i enlighet med romersk stadsplanering löpte i öst-västlig riktning, en riktning den har behållit till våra dagar. Enligt lokal sägnen sägs gatan vara äldre än själva staden.
Under andra världskriget flygbombade de allierade staden med stora materiella skador som följd. Nästan alla byggnader vid Kalelarga förstördes. Gatan och byggnaderna återuppbyggdes efter kriget och endast gatans riktning kom att bestå från tiden innan förstörelsen.

### Fotnoter
1. 1 2 3  ”Kalelarga” (på engelska). Zadar Tourist Board. Arkiverad från originalet den 28 september 2014. https://archive.is/20140928091240/http://www.visitzadar.net/en/city-guide/attractions/21-07-2007/kalelarga%23.VCfRAH3LfK5. Läst 9 mars 2022.
2. ↑  Zdnews.hr Arkiverad 21 augusti 2014 hämtat från the Wayback Machine. (kroatiska)